# Croisière
Pour les articles homonymes, voir Croisière (homonymie).
 (avril 2017).
Si vous disposez d'ouvrages ou d'articles de référence ou si vous connaissez des sites web de qualité traitant du thème abordé ici, merci de compléter l'article en donnant les références utiles à sa vérifiabilité et en les liant à la section « Notes et références ».

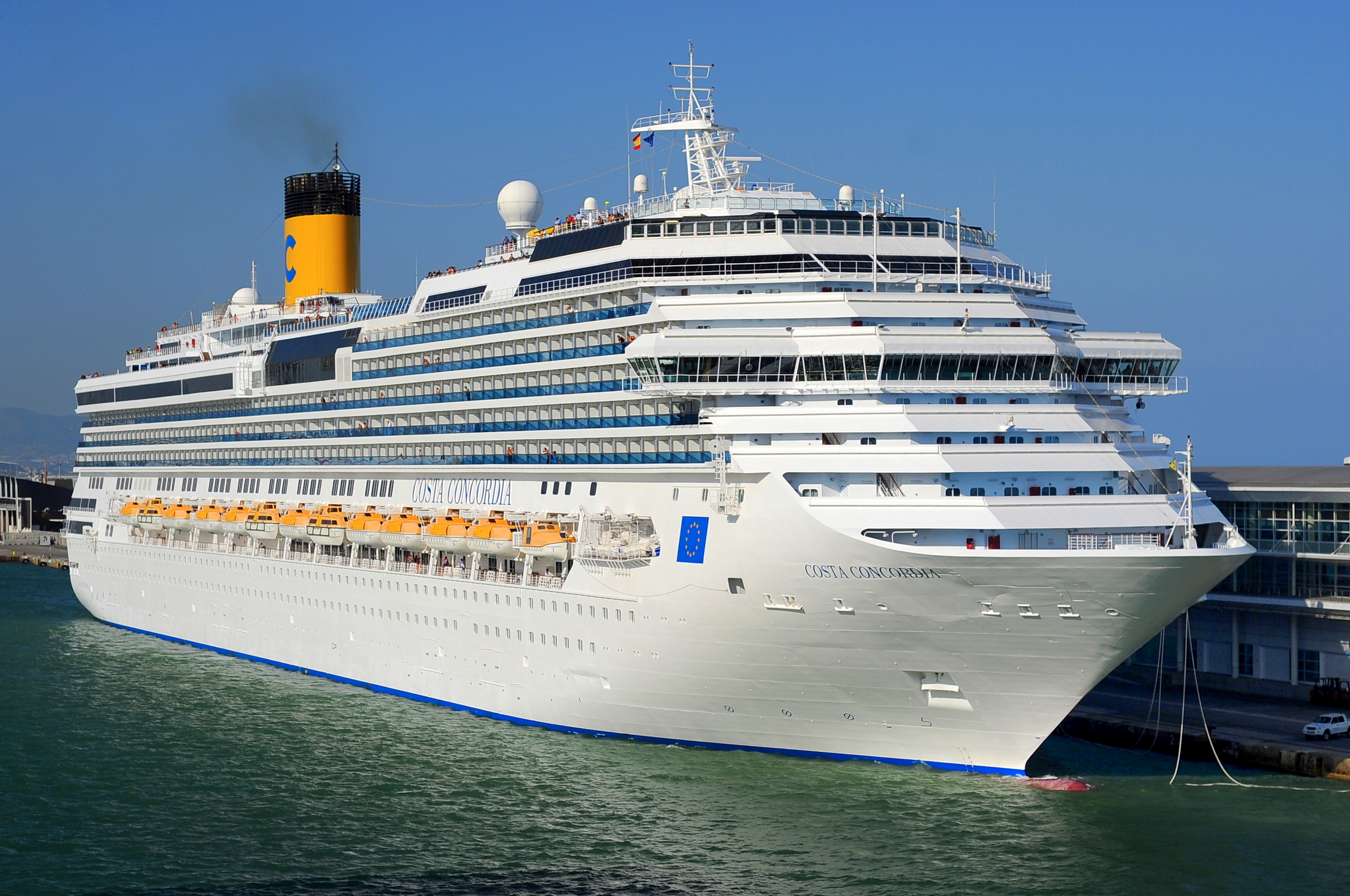
Costa Concordia en escale.

Une croisière est un voyage à titre principalement récréatif effectué en bateau. Dans sa forme la plus simple, une croisière se définit comme une navigation de loisir à bord d'un navire, comprenant au moins une nuit à bord et, dans la grande majorité des cas, la visite de deux à cinq ports d'escale.
Cette forme de tourisme connaît à compter de la fin du XXe siècle un important développement qui voit les navires de croisière devenir de vastes paquebots.
Par extension, le terme croisière est aussi utilisé pour d'autres moyens de transport  comme le chemin de fer (Croisière ferroviaire sur le Transsibérien) ou pour des raids automobiles (croisière jaune, croisière noire et croisière blanche d'André Citroën).
Dans le domaine de la marine militaire, la croisière désigne un voyage de surveillance effectué par un bâtiment de guerre.

## Origine du terme
Historiquement le terme croisière désigne la navigation de surveillance ou d'intimidation effectuée par un ou plusieurs navires de guerre, souvent des frégates (un temps dénommées croiseurs), le long d'une côte ou entre deux ports déterminés, ou encore dans un détroit sensible. Les marines de guerre emploient toujours le terme croisière pour qualifier ce type d'opérations.

## Historique
L'Antiquité fournit quelques exemples de croisières d'agrément, notamment sur le Nil.
Dès 1818, la Black Ball Line de New York, est la première compagnie de transport maritime à offrir un service de transit régulier aux passagers entre les États-Unis et l'Angleterre. À partir de 1830, l'apparition des navires à vapeur conduit à l'apparition de grandes compagnies transocéaniques britanniques (dont la British and North American Royal Mail Steam Packet, plus tard Cunard Line).
Le concept de croisière touristique est inventé en 1844 par P&O, compagnie maritime qui organise le premier voyage d'agrément en bateau avec escales entre l'Angleterre et l'Égypte, transportant 37 passagers de première classe et 16 passagers de seconde classe. Dans les années 1870, des lignes transatlantiques se développent entre l'Europe et les États-Unis. Les  grandes compagnies comme les britanniques P&O, White Star Line, Cunard Line ou encore la française Transat, alors symbole de luxe et de prestige, deviennent célèbres. À la fin du XIXe siècle, se développent les secondes et troisièmes classes, qui permettent à des gens peu aisés, souvent candidats à l'émigration, de s'offrir la traversée. Cet essor est appuyé par le développement des premières formes de tourisme. Ainsi le British Medical Journal reconnaissait en 1880 la valeur curative des voyages en mer et encourage à participer à des traverses de l'Atlantique.
L'arrivée de l'aviation civile avec ses avions à réaction entraîne l'accélération de la mobilité et la disparition des lignes  de croisière au long cours comme les liaisons transatlantiques. La croisière se transforme donc à partir des années 1970, s'attardant au divertissement des passagers, non plus entre deux points, mais en multipliant les escales de découvertes. Le concept qui en résulte transforme le navire en destination de vacances : c'est la naissance de la croisière  maritime moderne. C'est notamment le destin du France, paquebot emblématique des débuts de la Ve République, racheté en 1979 par un armateur norvégien qui lui trouve son modèle économique en assurant des croisières en mer des Caraïbes, avec un nombre bien plus important de passagers, différentes escales et un équipage réduit.

## Industrie mondiale de la croisière
Vers 2015, quatre compagnies géantes se partagent l'essentiel du marché : Carnival Cruise Lines (48,1%), Royal Caribbean (23,1%), Norwegian (10,4%) et MSC Cruises (5,2%). Ensemble en 2015, elles représentaient 86,8% du trafic mondial de croisiéristes.
Dans les années 2010, la géographie des croisières (en termes de nuitées passées à bord) était presque bipolaire, avec les Caraïbes (35,4% du marché mondial en 2017) et la Méditerranée (15,8%) mais avec deux autres pôles émergent en Asie et en Europe/Scandinavie (hors Méditerranée),,.
Dans le monde, en 2017, les croisiéristes venaient surtout des États-Unis  (11,5 millions de passagers, soit 46,56% du total mondial), de Chine 8,5% (2,1 millions de passagers), d’Allemagne 8,1% (2 millions de passagers), du Royaume-Uni 7,69% (1,9 million de passagers) et d’Australie 5,26% (1,3 million de passagers) pour l’année 2017. Le Canada étant alors le 6ème marché  avec 3,24% (800 000 passagers).

### Modèle économique
Le modèle économique repose sur le forfait du billet (généralement l'hébergement, la restauration « de base » et un panel d'activités sportives, ludiques ou culturelles gratuites) qui couvre les charges d'exploitation, les compagnies réalisant des bénéfices sur la consommation « hors forfait » des passagers à bord. Ce business model repose sur le concept de « faire du navire une destination en soi, au point de rendre secondaires les escales. D'où l'évolution récente des paquebots eux-mêmes avec la généralisation des cabines avec balcon, la disparition progressive des cabines aveugles (bientôt ouvertes sur un atrium central à l'air libre), le soin apporté à la qualité des espaces et à la décoration, et la diversification de l'offre de restauration ». Il repose aussi sur la multiplication des activités à bord (toboggans aquatiques, mur d'escalade, salles de spectacles, casino, spa, espace de remise en forme, mini-golf, salle de sport, patinoire etc.).
En 2020, le croisiériste moyen dépensait à bord environ 214 dollars par jour, soit environ 1 714 dollars pour une croisière de huit jours. Sur ce montant, 62$ par jour (ou 497 $ pour une croisière de huit jours) sont dépensés à bord, environ la moitié dans les casinos et les bars, et environ un cinquième pour des excursions à terre.
En termes de durée, la croisières de sept jours est le modèle dominant (47% des passagers), devant les croisières de 3 et 5 jours, les croisières plus longues étant moins rentables car les passagers y dépensent moins à bord. Ce rythme facilite le réapprovisionnement et une bonne synchronisation avec les aéroports sans bloquer trop longtemps les bateaux à quai. Un modèle de niche et peu documenté est celui de la croisière de résidence (allant jusqu'à un tour du monde en 3 à 4 mois) voire l'offre d'achat d'appartements à bord permettant une croisière perpétuelle,,.

#### Évolution des navires
Le modèle économique des croisières a plusieurs conséquences : les armateurs proposent des prix d'appel attractifs afin de maximiser le taux de remplissage et générer d'importantes économies d'échelle . Les compagnies sont engagées depuis plusieurs années dans une course au gigantisme des navires de croisière. Au milieu des années 2000, la capacité moyenne des navires était de 2000 passagers, aujourd'hui les navires les plus gros ont une capacité d'environ 7000 passagers. La recherche de bateaux plus gros est motivée par 3 facteurs: 
- la recherche d'une nouvelle demande de passagers, les navires plus grands permettent d'ajouter une variété d'activités et de services et d'élargir les segments de clientèle (groupes sociaux et d'âge ciblés).
- Capter des revenus par les billets, par l'augmentation et la variété des services et des activités offerts sur les navires.
- Les économies d'échelle, telles que la réduction des coûts totaux moyens en répartissant les coûts fixes sur plusieurs passagers supplémentaires.

Par ailleurs le secteur de la croisière a adopté une stratégie de concentration du marché, les trois principaux opérateurs se partagent 85 % du marché mondial en 2017 : Carnival Corporation & PLC, Royal Caribbean International et Star Cruises).
D'autres, avec des navires plus petits, diversifient leur offre dans des produits de niche (croisières polaires organisées par le Ponant ou Hurtigruten, croisières culturelles et thématiques, par exemple autour de la musique, de la gastronomie ou de l'œnologie ; croisières destinées aux clientèles professionnelles pour des voyages de travail — séminaires, team building — ou d'affaires  — lancements de produits, convention avec des sous-traitants —).
Le naufrage du Costa Concordia le 13 janvier 2012, soulève de nombreuses interrogations sur cette course au gigantisme, notamment en matière de sécurité (problème de l'évacuation, du niveau des assurances et réassurances).

### Croissance du secteur

#### Croissance de 1980 à 2019
Le secteur des croisières a connu une croissance significative (6-7 % par an, contre 4,1 % pour le secteur du tourisme) au cours des trois dernières décennies, approchant la barre des 30 millions de dollars en 2019. Le secteur de la croisière est très concentré, avec trois groupes basés à Miami qui représentent 72,3 % de la capacité mondiale de croisière, transportent 75 % des passagers du secteur et génèrent 71 % des revenus mondiaux de la croisière.
L'industrie mondiale de la croisière et le tourisme de masse commencent dans les Caraïbes dans les années 1980. La destination, alors lancée par quelques armateurs, notamment norvégiens (tel que Knut Kloster (de) qui crée la Norwegian Cruise Line), répond aux standards des trois S du tourisme de masse (Sea, Sand and Sun, « Mer, Sable et Soleil »).
Selon l'Association Internationale des compagnies de croisières (en) (CLIA) qui compile les statistiques sur le nombre de passagers à partir de 1980, l'industrie mondiale de la croisière draine 1,4 million de croisiéristes en 1980, ce marché atteignant 6,3 millions de voyageurs en 1995, 15 millions en 2010, et 29.7 millions en 2019. Plus de la moitié des croisiéristes viennent des États-Unis et du Canada, suivis par les marchés européens (25 % du total des passagers). Un tiers de la capacité totale de croisière est déployée dans la région des Caraïbes, suivie par la Méditerranée (environ 17 %). La production économique totale du secteur des croisières (c'est-à-dire les bénéfices directs, indirects et induits) est estimée à environ 150 milliards de dollars, employant 1,17 million de salariés en équivalent temps plein (ETP). Pourtant, les croisières représentent encore une proportion relativement faible du tourisme mondial, soit environ 10 % des arrivées, 3 % de la contribution économique totale et 1 % de l'emploi.
Alors que la crise financière mondiale de 2008-2009 a eu un effet majeur sur le transport maritime de marchandises, la croisière et les ports ont continué à enregistrer une hausse constante du nombre de passagers. Toutefois, après la crise financière de 2008-09, les taux de croissance ont été relativement inférieurs à ceux des années 1990 et de la première moitié des années 2000.Il n'y a pas eu de stagnation, même lorsque, en 2012, l'échouage du Costa Concordia a suscité une image négative.

#### Crise de la Covid_19
En 2020 la crise sanitaire du Covid-19 marque un coup d'arrêt dans l'activité des compagnies de croisières, interrompant totalement leurs activités partout dans le monde pendant plusieurs mois, remettant largement en cause leurs programmes de développement et d'investissement, et les obligeant même à se défaire prématurément des navires les plus anciens : ainsi, le groupe Carnival prévoit de réduire sa flotte de six navires – Costa Croisières annule tout le programme des voyages prévus pour le Costa Victoria, qui est vendu pour être démantelé ; il en est de même pour une filiale de Royal Carribean, Pullmantur qui dépose son bilan en juin 2020 et envoie à la casse deux de ses paquebots, Sovereign et Monarch.
La fréquentation chute à 5,8 millions de passagers en 2020 et 4,8 en 2021. Elle remonte ensuite à 20,4 millions en 2022.

#### Rebond post-crise
Les projections indiquent que la fréquentation de 2023 dépassera celle record de 2019 pour atteindre plus de 30 millions de croisiéristes. Le marché asiatique connait la plus forte croissance ces dernières années. L'augmentation est principalement due aux croisiéristes chinois, qui dépassent tous les marchés asiatiques réunis. L'Asie devient rapidement une région qui équivaut presque à la Méditerranée en ce qui concerne le déploiement de la capacité de transport de passagers.

### Les "aspects obscurs" du tourisme de croisière

#### Impact environnemental et sanitaire
Malgré des progrès techniques, l'apparition de croisières dites vertes  (Responsible Tourism, 2002; World Tourism Organisation, 2004) et certains programmes de surveillance, les croisières ont un impact environnemental et sanitaire très important selon Antoine Kingsbury en 2019 (p.6-7).
La construction des navires consomme de grandes quantités de métaux et d'énergie à forte empreinte écologique et énergétique. Les croisières sont ensuite une source chronique et majeure de pollution de l'air, de l'eau (douce et marine) et de la terre affectant des habitats, des zones et des espèces fragiles. L'intensité de la pollution atmosphérique due à la combustion des carburants dépend de l'activité des navires : navire en pleine mer, en manœuvre ou à quai. Ces émissions sont cependant toujours composées de NOx (oxydes d'azote), SOx (oxydes de soufre), COx, O3 et de particules en suspension. La contribution globale des émissions des navires (transport de passagers et de marchandises) est estimée à 15 % pour les NOx et 9 % et pour le SO2. En Méditerranée, les émissions de CO2 des navires de croisière et des navires à passagers représentent jusqu'à 10 % de l'ensemble des émissions des navires, ce qui fait de la croisière le plus gros contributeur de CO2 dans le secteur du tourisme. À titre d'exemple, les passagers d'une croisière en Antarctique peuvent produire autant d'émissions pendant leur voyage (la durée moyenne d'une croisière en 2007 était de 7,1 jours) qu'un Européen moyen en une année. Compte tenu de l'effet local de la pollution atmosphérique associée à la navigation maritime, une étude de 2014 portant sur la mer Adriatique préconise de s'inquiéter de l'effet préjudiciable que les navires de croisière amarrés pourraient avoir sur les ports d'accueil. Les navires de croisières nécessitent de grandes quantités de peintures antifooling toxiques qui polluent notamment les bassins portuaires, les baies et certains fleuves remontés par des navires de croisières comme le Saint-Laurent,
Dans l'Union Européenne les dommages annuels directs causés à la santé humaine par les émissions atmosphériques du transport maritime ont été estimées à  200 milliards d'euros.

#### Impacts sociaux et sociétaux des croisières
Divers auteurs ont étudié l’impact social des croisières sur les populations locales (Brida et Aguirre, 2008; Copeland, 2008; Klein, 2009), l’impact économique (Pulsipher et Holderfield, 2006; Marušić, Horak et Tomljenović, 2008; Brida et Zapata, 2010) et l’impact environnemental (Klein, 2009; Tzannatos, 2010; Van der Graaf et al., 2012).

## Opposition aux croisières
Face aux effets climaticides et environnementalement mortifères de cette activité, en Europe depuis 2022 notamment, des mouvements d'associations et de citoyens contre l'industrie de la croisière se sont constitués. Il ne s'agit pas pour eux d'« arrêter la croisière dans un port pour qu'elle aille dans un autre (...) Ça ne règle rien ». L'European cruise activist network (ECAN) créé à Venise en 2022 rassemble une trentaine d'organisations regroupant des associations environnementales, des riverains de ports, des syndicats professionnels de la santé... Ces derniers souhaitent porter leur plaidoyer au niveau des États, de l'Union européenne et des autorités maritimes internationales pour faire cesser ce mode de tourisme notamment source de pollution de l'air, de bruit et d'autres nuisances imposées aux ports d'attaches et aux ports et villes visités, et source de gaspillage énergétique. Dans un manifeste signé à Barcelone en avril 2023, ce collectif reproche aux paquebots d'être « le transport le plus polluant par personne et par kilomètre » et d'utiliser en mer les carburants les plus nocifs pour la santé (« Entre 50 000 et 60 000 décès sont provoqués chaque année en Europe par les oxydes d'azote, de soufre et les particules fines émises lors de la combustion du fioul lourd utilisé par le trafic maritime », selon Stop croisières), tout en incitant à la création d'infrastructures portuaires toujours plus grandes (...) 4,4 tonnes d'équivalent CO2 : c'est l'empreinte carbone d'une croisière pour deux personnes, alors que les accords de Paris nous limitent à 2 tonnes par personne et par an »). Selon Reporterre : en Espagne, à Barcelone et à Valence, des collectifs luttent contre les extensions portuaires destinées au déversements réguliers de milliers de passagers, en dégradant notamment le  parc naturel de l'Albufera. Plusieurs actions de blocage de paquebots ont déjà eu lieu (à Rotterdam et à Marseille en juin 2022 où des activistes ont empêché le Wonder of the Seas et le MSC Orchestra d'accoster.

### Bénéfices économiques mal partagés
Au-delà de la soutenabilité environnementale, de nombreuses analyses critiques remettent en question la contribution économique du tourisme de croisière pour les communautés côtières locales, en particulier lorsqu'on la compare à d'autres formes de tourisme et qu'on la met en regard des coûts associés et des externalités correspondantes. Ainsi les croisières nécessitent des aménagements, des infrastructures spécifiques et des opérations de dragage de sédiments dans les ports d'excursion, toujours au frais du pays et des collectivités du port d'escale qui en revanche perçoivent le revenu des taxes portuaires.
Les compagnies propriétaires de navires privilégient souvent l'optimisation fiscale et l'enrichissement de leurs actionnaires, au détriment des zones d'accueil des paquebots, en utilisant des pavillons de complaisance, c'est-à-dire en enregistrant leur navire dans des pays offrant de bas frais d'enregistrement, aux taxes faibles ou inexistantes, et aux réglementations moins strictes, comme le Panama, le Liberia, les Îles Marshall. Cette stratégie est notamment critiquée pour ses impacts potentiels sur la sécurité, les conditions de travail et l'environnement. Certaines compagnies ont installé leurs sièges sociaux dans des paradis fiscaux parfois très loin de toute mer, par exemple en Suisse, à Genève, pour la Msc cruises (division de la Mediterranean Shipping Company)3. MSC détient début 2024 19 navires combinée à un important portefeuille d’investissements mondiaux de nouveaux navires ; et sa flotte devrait atteindre 23 navires de croisière d’ici 2025 selon son site internet.

### Sur-tourisme et sur-aménagements
Les croisiéristes contribuent souvent de manière significative à des vagues successives de surfréquentation des zones d'attractions touristiques, en mettant à rude épreuve les infrastructures des destinations d'escale. Et les croisières sont la forme de tourisme qui a connu la plus forte croissance depuis les années 1990, de manière mondialisée.
En 2029, la principale priorité des compagnies de croisières en matière environnementale est surtout de diminuer les rejets de polluants dans l’air des ports, d'autres sujets tels que l’optimisation énergétique interne des navires, une gestion plus soutenable des déchets, des eaux usées et des aliments ou - plus en amont - une écoconception des navires pour les rendre plus facile à réutiliser ou recycler en fin de vie sont les enjeux auxquels l’industrie accorde moins d'importance.